# Suzanne Haïk-Vantoura
 (avril 2024).
La mise en forme du texte ne suit pas les recommandations de Wikipédia : il faut le « wikifier ».
Les points d'amélioration suivants sont les cas les plus fréquents. Le détail des points à revoir est peut-être précisé sur la page de discussion.
- Les titres sont pré-formatés par le logiciel. Ils ne sont ni en capitales, ni en gras.
- Le texte ne doit pas être écrit en capitales (les noms de famille non plus), ni en gras, ni en italique, ni en « petit »…
- Le gras n'est utilisé que pour surligner le titre de l'article dans l'introduction, une seule fois.
- L'italique est rarement utilisé : mots en langue étrangère, titres d'œuvres, noms de bateaux, etc.
- Les citations ne sont pas en italique mais en corps de texte normal. Elles sont entourées par des guillemets français : « et ».
- Les listes à puces sont à éviter, des paragraphes rédigés étant largement préférés. Les tableaux sont à réserver à la présentation de données structurées (résultats, etc.).
- Les appels de note de bas de page (petits chiffres en exposant, introduits par l'outil «  Source ») sont à placer entre la fin de phrase et le point final[comme ça].
- Les liens internes (vers d'autres articles de Wikipédia) sont à choisir avec parcimonie. Créez des liens vers des articles approfondissant le sujet. Les termes génériques sans rapport avec le sujet sont à éviter, ainsi que les répétitions de liens vers un même terme.
- Les liens externes sont à placer uniquement dans une section « Liens externes », à la fin de l'article. Ces liens sont à choisir avec parcimonie suivant les règles définies. Si un lien sert de source à l'article, son insertion dans le texte est à faire par les notes de bas de page.
- La présentation des références doit suivre les conventions bibliographiques. Il est recommandé d'utiliser les modèles {{Ouvrage}}, {{Chapitre}}, {{Article}}, {{Lien web}} et/ou {{Bibliographie}}. Le mode d'édition visuel peut mettre en forme automatiquement les références.
- Insérer une infobox (cadre d'informations à droite) n'est pas obligatoire pour parachever la mise en page.

Pour une aide détaillée, merci de consulter Aide:Wikification.
Si vous pensez que ces points ont été résolus, vous pouvez retirer ce bandeau et améliorer la mise en forme d'un autre article.
Pour les articles homonymes, voir Haïk.
Suzanne Haïk-Vantoura, née Vantoura à Paris le 12 juillet 1912 et morte à Lausanne le 22 octobre 2000, était une organiste française, professeur de musique, compositrice et théoricienne de la musique, principalement active dans le domaine de la pédagogie musicale et de la musicologie historique.

## Biographie
Vantoura naît à Paris le 12 juillet 1912. Elle commence ses études en 1931 au Conservatoire National Supérieur de Paris et obtient en 1934 le Premier Prix d'harmonie. Quatre ans plus tard, elle obtient un premier prix de fugue (1938). Elle est l'élève du célèbre organiste et compositeur Marcel Dupré de 1941 à 1946.
Pendant la Seconde Guerre mondiale, Vantoura et sa famille se réfugient en zone libre. Là, elle étudie les marques de cantillation (aussi nommées accents mélodiques ou ta'amim), dans la Bible hébraïque (texte massorétique), formant l'hypothèse de base de son système de déchiffrement musical de la cantillation massorétique. Après la guerre, elle laisse de côté ce travail pour le reprendre après sa retraite professionnelle en 1970. En 1976, elle publie son système de déchiffrement dans La Musique de la Bible révélée. Elle décède le 22 octobre 2000 à Lausanne à l'âge de 88 ans. Son mari Maurice Haïk était décédé en 1976. Le couple n'a pas eu d'enfants.

## Carrière
Elle fut professeur honoraire d'éducation musicale (1937-1961), produisant de nombreux ouvrages et enregistrements consacrés à l'apprentissage du solfège et du chant. 
Elle fut organiste à la synagogue de l'Union libérale Israélite de Paris (1946-1953) et à l'église Saint-Hélène de Paris (1966-1979).

## La Musique de la Bible révélée
Son ouvrage principal, La Musique de la Bible révélée, est un travail de déchiffrement massif couvrant l'intégralité de la Bible hébraïque, décodant les marques de cantillation présents dans l'ensemble du texte comme des signes musicaux.

### Étude
Haïk-Vantoura soutient que le système accentuel conservé dans le texte massorétique était à l'origine une méthode de transcription des signes gestuels (« chironomie ») par laquelle les musiciens du temple étaient dirigés dans l'exécution de la musique.
Après avoir remarqué des marques diacritiques dans le texte de la Bible hébraïque qu'elle lisait, Vantoura découvrit dans une encyclopédie que ces signes de cantillation remontaient à l'Antiquité et que leur véritable signification musicale était perdue, ce qui éveilla sa curiosité. Elle note que les signes infralinéaires n'étaient jamais absents du texte, alors que des vers entiers sont totalement dépourvus de signes supralinéaires, suggérant une "plus grande importance" des signes inférieurs. Cette observation constitue la base de ses conjectures.
Ces signes sont relevés à la fois dans les textes en prose (les 21 livres dans lesquels il y a huit signes infralinéaires) et dans la poésie (les trois livres : Psaumes, Proverbes, et les sections poétiques de Job dans lesquelles il y a sept signes infralinéaires). Elle fait l'hypothèse que les signes infralinéaires correspondent aux huit degrés d'une échelle modale. En expérimentant plusieurs modes plausibles, elle se convainquit que les notes de sa transcription formaient des mélodies cohérentes et non des sons aléatoires. En comparant les versets individuels, elle compile des tableaux de séquences concordantes. Analysant la forme des signes, elle a finalement attribué des valeurs conjecturales aux 8 signes infralinéaire du système de prose, suggérant qu'il s'agit des huit notes d'une gamme.
La publication de ce travail de déchiffrement fut saluée par de nombreux musiciens parmi lesquels Olivier Messiaen, Henri Dutilleux et Darius Milhaud. Toutefois, plusieurs musicologues rejetèrent les différentes hypothèses de Haïk-Vantoura, arguant que ses reconstructions, qui reposent sur l'hypothèse que les signes de cantillation représentent les degrés de diverses gammes musicales, sont incompatibles avec les traditions antiques connues à ce jour, où les signes représentent invariablement des motifs mélodiques et non des notes individuelles. En outre, son interprétation, basée sur le système de cantillation tibérien, ignore les systèmes de notation plus anciens, tels que les systèmes babylonien et palestinien. D'autres chercheurs considèrent ce travail comme marqué par des préconceptions esthétiques occidentales et anachroniques. Il a cependant été réévalué par le musicologue David C. Mitchell, qui note que les mélodies restituées s'accordent étroitement avec les plus anciens fragments restants de la psalmodie hébreue. L'Encyclopaedia Universalis présente également son travail comme une conclusion solidement établie scientifiquement.
En 1977, l'Institut de France décerne à la deuxième édition du livre le Prix Bernier, sa plus haute distinction. Plusieurs musiciens ont également réalisé des enregistrements musicaux basés sur son prétendu déchiffrement, notamment la harpiste Esther Lamandier et Chanticleer.

## Compositions
- Quatuor Florentin, 1942
- Un beau dimanche, 1957
- Destin d'Israël, 1964
- Petits préludes, pour piano, 1967
- Versets de psaumes, 1968
- Offrande, 1970
- Adagio pour saxophone et orgue, 1976
- Jeu, pour piano et violon
- Poèmes de La Pléiade
- Quatuor à cordes
- Poème pour piano et orchestre
- Judas le pieux, poème liturgique.

## Culture populaire
Dans l'épisode 7 de la première saison de la série télévisée Les Rivières pourpres (2018), le personnage de la musicologue Geneviève Barak-Haim (interprété par Nicole Colchat), est une évocation de Suzanne Haïk-Vantoura et de ses travaux[réf. nécessaire].

## Publications
- La musique de la Bible révélée Paris, Robert Dumas, 1976 ; deuxième édition révisée : Dessain et Tolra, 1978.
- La musique de la Bible révélée (33 t.), 1976 (Harmonia Mundi HMU 989) (réed. CD : Harmonia Mundi HMA 190989)
- Quatre Meghilot : Esther, L'Ecclesiaste, Les Lamentations, Ruth dans leurs mélodies d'origine (partition mélodique uniquement), 1986
- Les 150 Psaumes dans leurs mélodies antiques (partition mélodique seule), édition française-anglaise révisée, 1991
- Message biblique intégral dans son chant retrouvé (partition mélodique uniquement), 1992

## Sources
- Nécrologies de musiciens français 10/2000
- Orientations en piano Création du Banat dans l'entre-deux-guerres
- Site Web personnel de Haïk-Vantoura (en panne depuis 2002 ; archive disponible sur [www.archive.org])
- Cantillation des Psaumes du Temple (Encyclopédie juive, 1906)